# 邁克·加迪尼
邁克·加迪尼（英語：Michael Gardyne；1986年1月23日—）是一位蘇格蘭足球運動員。在場上的位置是前鋒。他現在效力於蘇格蘭足球甲級聯賽球隊羅斯郡足球俱樂部。他出身自凱爾特人足球俱樂部的青訓系統。

## 外部連結
- 足球数据库：邁克·加迪尼的球员统计数据